# 王堕
王 堕（おう だ、? - 356年）は、五胡十六国時代前秦の人物。字は安生。京兆郡覇城県の人。

## 生涯
博学であり、雄才があった。また、天文学・讖緯に精通していた。
349年1月、後趙の高力督梁犢が反乱を起こすと、車騎将軍苻洪がこれを討伐した。この時、王堕は苻洪に投じてその司馬となると、苻洪へ「讖言（予言）によりますと、苻氏が王となるとあります。公こそがまさにその人です」と述べた。苻洪はこれに深く同意した。
351年1月、苻洪の子である苻健が天王・大単于の位に即くと、王堕は右僕射に任じられた。その後、尚書令に移った。
355年4月、司空に昇進した。王堕は我が身を顧みずに国に忠節を尽くしたので、苻健より大いに敬重された。苻健はいつも嘆息して「天下の群官が皆王令君（王堕）のようであれば、どうして天地を和する事が出来ないであろうか」と言っていたという。
355年6月、苻健が病床に伏せるようになると、王堕は苻生を輔政するよう遺詔を託された。苻健が没すると、苻生が後を継いだ。
王堕は剛正・厳峻にして悪を憎み、かねてより直言を好んだ。その為、苻生に媚び諂って出世し、朝政を腐敗させていた右僕射董栄・侍中強国らを仇のように憎み、朝見の際には一言も話さなかった。ある人は「董尚書は位が高く寵愛を受けており、今これに並ぶ者はおりません。公（王堕）も少し意を降してこれに接されますよう」と忠告したが、王堕は「董龍（龍は董栄の小字）は鶏狗のような輩である。これに国士がどうして言葉を与えようか」と取り合わなかった。董栄はこれを聞いて恥じ、また恨みを抱いた。
356年1月、天変が発生するようになると、董栄・強国は苻生へ「今、天譴が起こっております。貴臣（高官）の責任は甚だ重いといえます」と述べた。苻生は「貴臣は大司馬（苻安）と司空（王堕）しかおらぬぞ」と問うと、董栄らは「大司馬は皇族ですから罪を加えるわけにはいきますまい」と答えた。これにより、苻生は王堕を捕らえて誅殺した。処刑するに及び、董栄は「君はこの様な事になってもまた董龍を鶏狗と言うのかね」と詰ると、王堕は目を怒らせてこれを叱咤した。